# Kagemni I.
| kA · Z1 | gm | m | n&A1 | A1 |

| kA · Z1 | gm | m | n&A1 | A1 |

Kagemni I. byl egyptský vezír, který žil mezi 3. a 4. dynastií. Byl vezírem za Huneje a Snofrua.

## Život
Kagemni možná napsal moudrá naučení pro své syny známé jako Naučení Kagemniho. Pokyny jsou součástí Papyru Prisse, na kterém je také učení Ptahhotepa. Text mimo jiné uvádí, že král Horního a Dolního Egypta Huni zemřel a na trůn nastoupil Snoferu, který jmenoval Kagemniho dozorcem a vezírem.
Kagemni by neměl být zaměňován s vezírem Kagemni za faraona Tetiho (6. dynastie).